# Estádio Mâs Monumental
O Estadio Monumental, popularmente conhecido como Monumental de Núñez, e como Estádio Mâs Monumental por questões de patrocínio, é um estádio de futebol localizado em Buenos Aires, Argentina. É de propriedade do River Plate, sendo o maior estádio da Argentina e da América do Sul, com 85.018 lugares. Costuma ser usado pela Seleção Argentina para mandar a maioria de seus jogos em casa. Apesar do nome, o estádio não fica localizado no bairro de Núñez como muitos pensam, mas sim no bairro vizinho de Belgrano. 
Sua construção foi impulsionada por Antonio Vespucio Liberti, presidente do clube, que em 1933 começou a planejar o projeto enquanto a equipe jogava em seu antigo campo localizado no bairro de Recoleta. Em 29 de novembro de 1986, em homenagem ao seu principal impulsionador, o estádio foi renomeado como "Estadio Antonio Vespucio Liberti". Posteriormente, em 5 de abril de 2022, adotou seu nome atual após um acordo comercial entre a empresa de supermercados Chango Mâs e o presidente do clube, Jorge Brito.

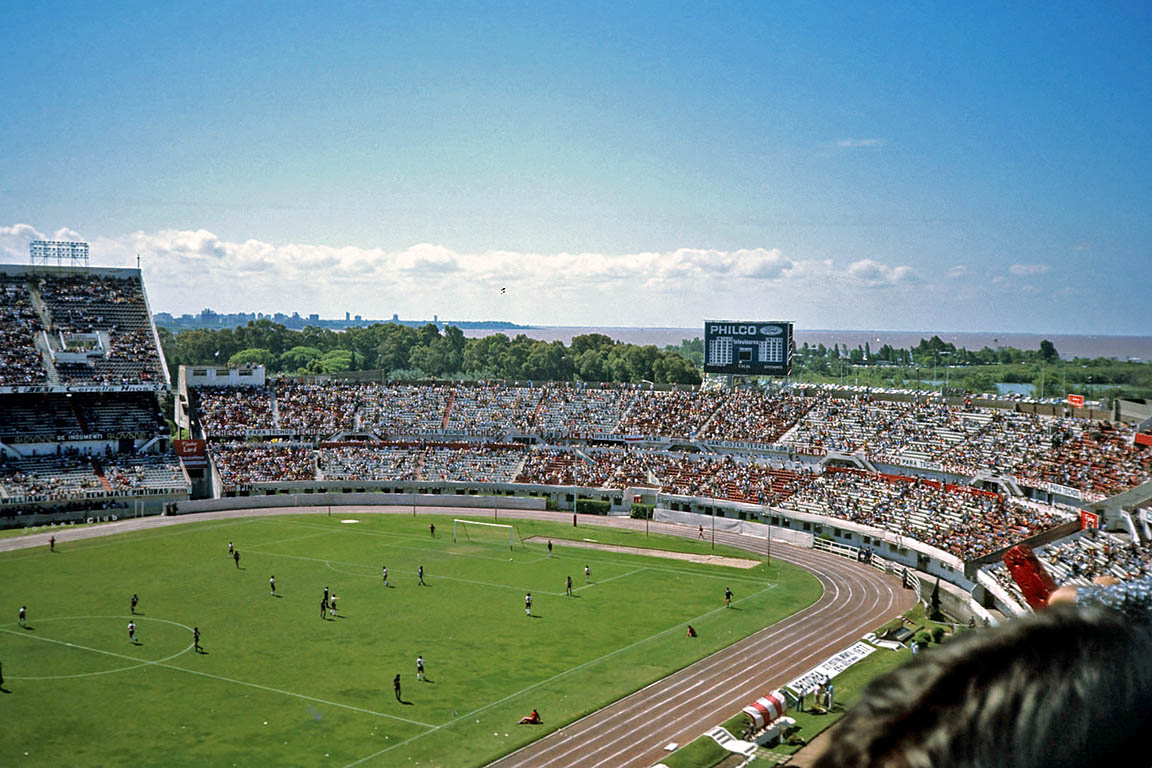
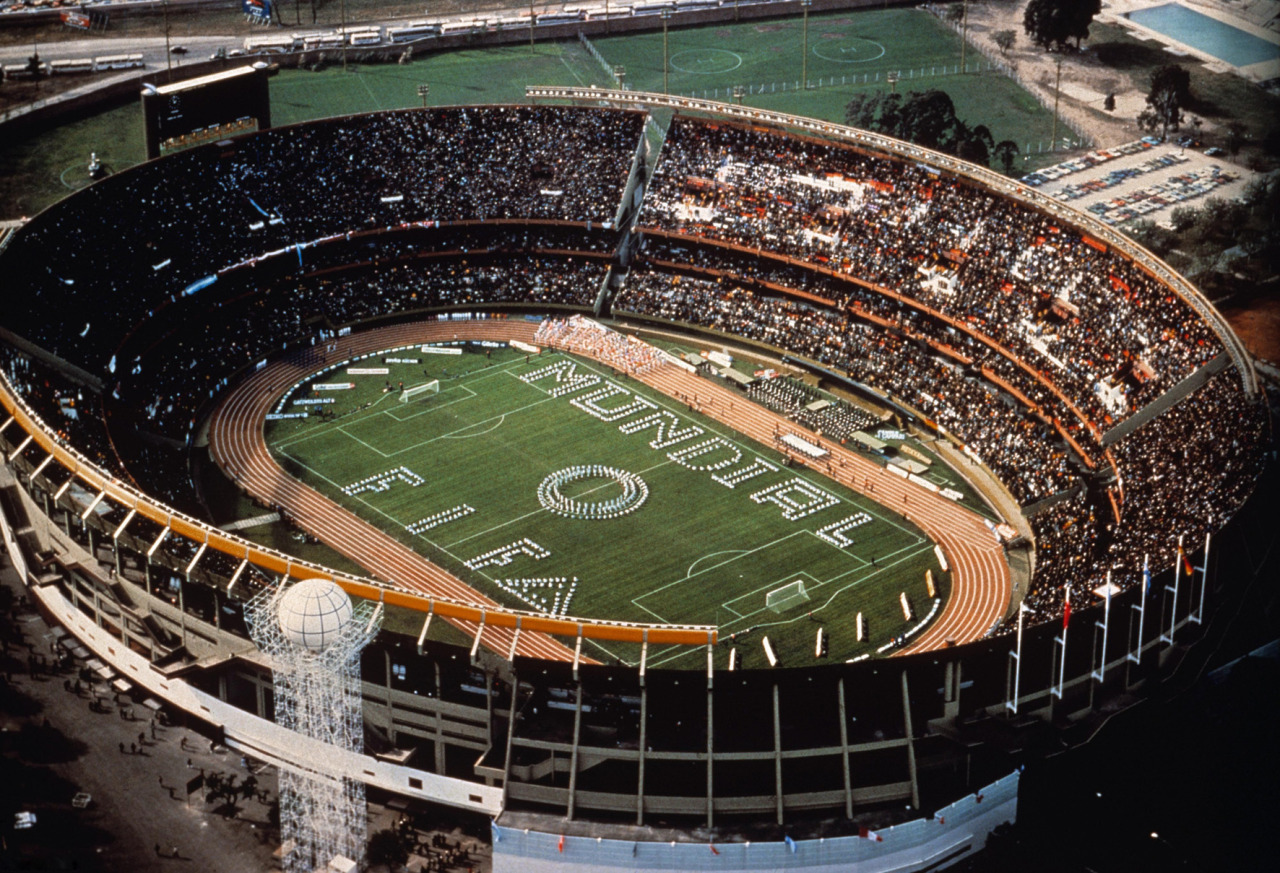
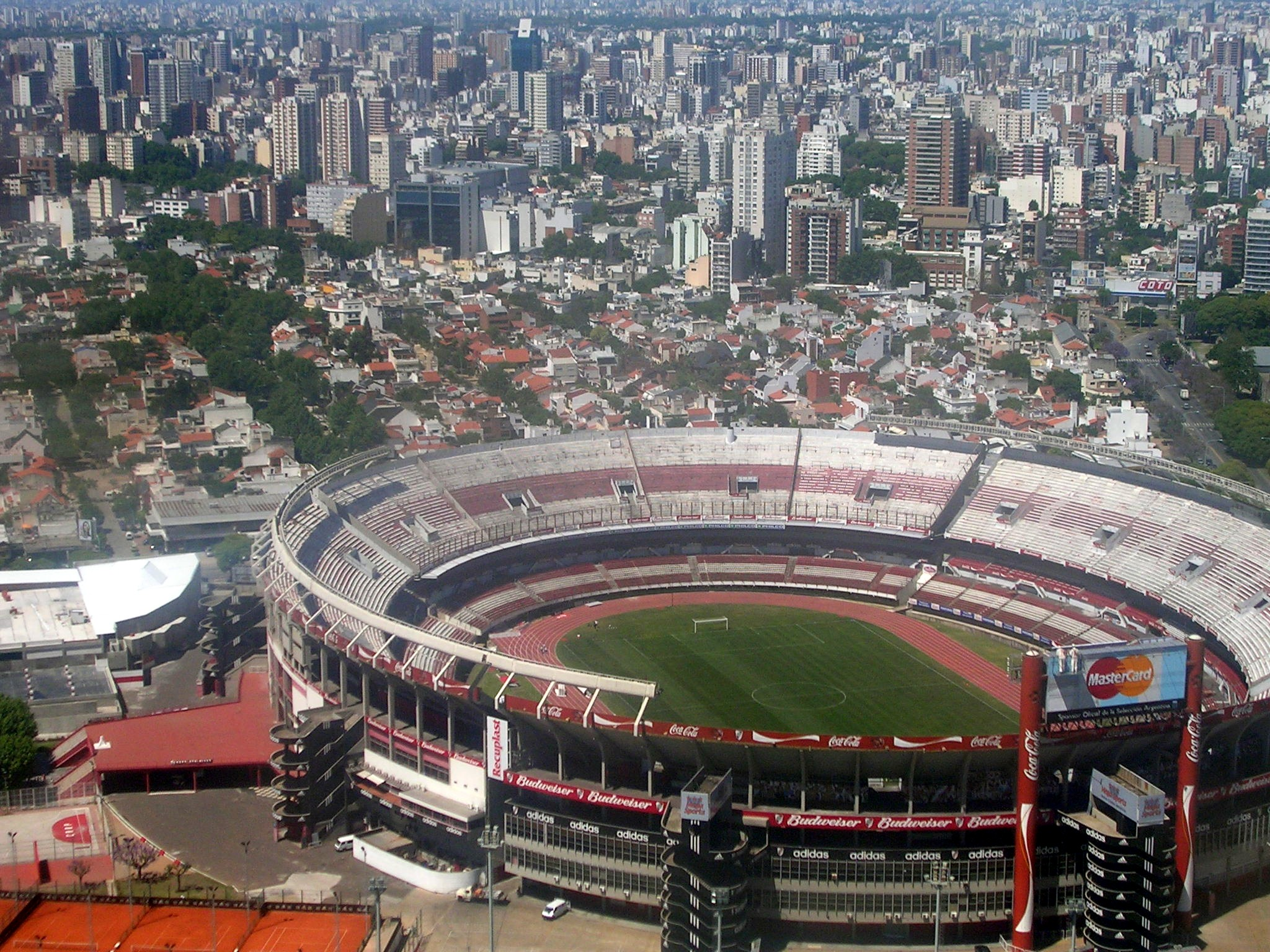
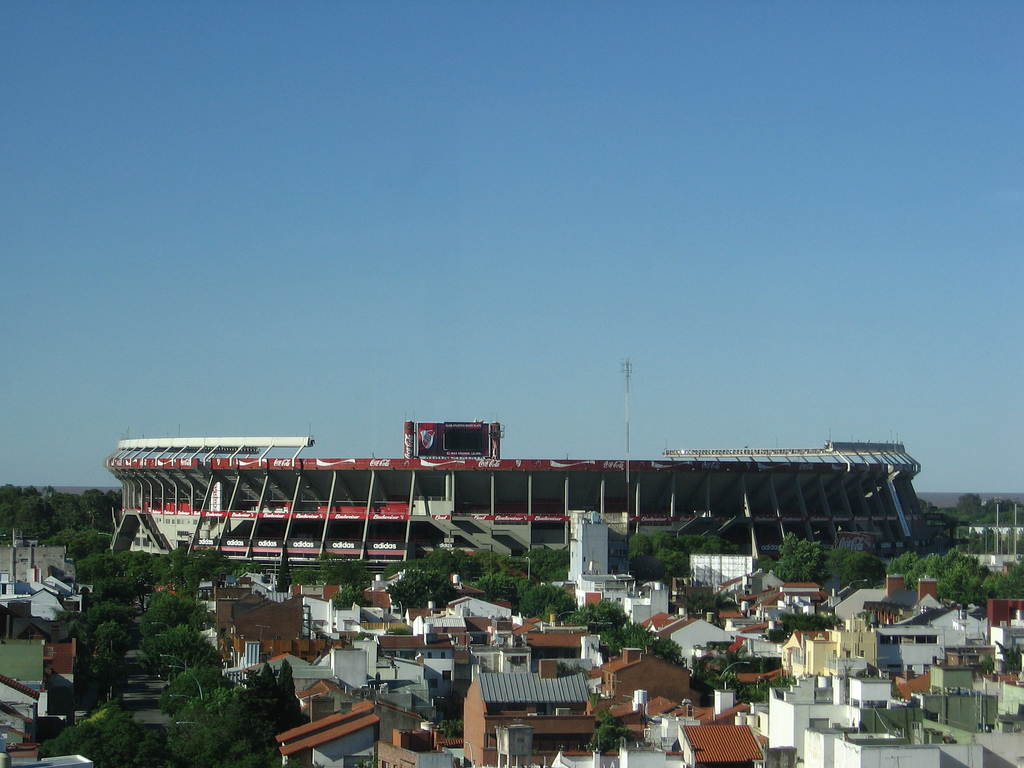

## História
No início da década de 1930, o River Plate estava cansado de ser nômade. Desde sua fundação em 1901, no bairro de La Boca, o clube já havia perambulado pela Dársena Sud, Sarandí, alugado o campo do Ferrocarril Oeste, e construído o famoso estádio Alvear y Tagle, na Recoleta. Em 1933, o então presidente Antonio Vespucio Liberti (no primeiro mandato a frente do clube) deixou bem clara a intenção de mudar novamente a sede do clube, dessa vez em definitivo. Crescendo a cada ano e com boa saúde financeira, o River precisava de um estádio que refletisse sua popularidade e também abrigasse sua fanática torcida, que sempre se espremia no Alvear y Tagle e clamava por mais espaço. Liberti queria construir o maior estádio da Argentina em algum lugar muito bem localizado e perto da elite portenha, ao norte da cidade.
Em 1934, o River Plate tinha 31 anos de criação. Tinha um título amador e um título profissional no futebol. Era conhecido como Los Millonarios (em português: Os Milionários) devido as contratações caras. Assim, em 31 de outubro de 1934, 83 950 metros quadrados na região de Belgrano com Núñez, a apenas nove quilômetros de distância do Alvear y Tagle, ao custo de 569 403 pesos, são adquiridos pelo clube para a construção do estádio.
Em 25 de maio de 1935, além de mais um aniversário do clube, foi colocada a pedra fundamental do futuro estádio. No dia 1 de dezembro, foi apresentado os planos da construção e apenas em 27 de setembro de 1936 se iniciou a construção, sob a supervisão dos arquitetos José Aslan e Hector Ezcurra.
Após dois anos de construção, tínhamos três grandes arquibancadas concluídas — Oficial (atual San Martín), destinada a autoridades, convidados e sócios), Centenario (em alusão à avenida homônima da época, hoje conhecida como Figueroa Alcorta) e Río de La Plata (atual Belgrano), e o campo envolto a uma pista de atletismo. No dia 25 de maio de 1938, cerca de 8 mil pessoas presenciaram a entrega de uma bandeira argentina e outra do clube, cercadas pelos sócios, que entoaram o hino argentino e do River Plate.[carece de fontes?] No dia seguinte, uma festa com cerca de 70 mil espectadores e, após diversas atividades, a primeira partida do estádio, um jogo amistoso contra o Peñarol, do Uruguai. Vitória do River, por 3–1. Carlos Peucelle, justamente o jogador que inspirou o apelido de Millonario do clube portenho, após sua contratação junto ao Sportivo Buenos Aires, em 1931, ter sido a então mais cara da história do futebol argentino (10 mil pesos) foi o responsável pelo primeiro gol do novo palco.
Na década de 1950, o Monumental passou por momentos importantes. Foi o estádio que recebeu as cerimônias de abertura e encerramento, além da final do futebol e das competições de atletismo nos Jogos Pan-Americanos de 1951 sediados em Buenos Aires.
Em 1958, sob a presidência de Enrique Pardo, graças à venda de Omar Sívori para a Juventus, da Itália, por 10 milhões de pesos, valor astronômico na época, as arquibancadas em forma de ferradura do estádio foram fechadas, formando o oval. O estádio poderia suporta cerca de 100 mil torcedores naquela época. Com a Copa do Mundo de 1978, o estádio passou por reformas e teve sua capacidade reduzida para 76 600 espectadores, sendo um dos melhores estádios do mundo na época. Foram disputadas nove jogos no Monumental de Núñez, incluindo a abertura (1 de junho, Alemanha Ocidental e Polônia, 0 a 0) e a grande final entre Argentina e Holanda, com vitória argentina por 3–1.
O estádio foi palco dos três títulos do River Plate na Copa Libertadores da América: em 1986 e em 1996, ambos contra o América de Cali, e em 2015 contra o Tigres.
Em 29 de novembro de 1986, o estádio recebeu o nome do ex-presidente Antonio Vespucio Liberti.
Foi utilizado pela banda de hard rock australiana AC/DC para as gravações do DVD Live at River Plate, e pela cantora norte-americana Madonna para as gravações do DVD Sticky & Sweet Tour.

## Copa do Mundo de 1978
O Monumental de Nuñez recebeu nove partidas da Copa do Mundo de 1978.
| Data        | 1ª equipe          | Placar    | 2ª equipe     | Fase     | Público |
| ----------- | ------------------ | --------- | ------------- | -------- | ------- |
| 1 de junho  | Alemanha Ocidental | 0–0       | Polónia       | Grupo 2  | 67 579  |
| 2 de junho  | Argentina          | 2–1       | Hungria       | Grupo 1  | 71 615  |
| 6 de junho  | Argentina          | 2–1       | França        | Grupo 1  | 71 666  |
| 10 de junho | Argentina          | 0–1       | Itália        | Grupo 1  | 71 712  |
| 14 de junho | Alemanha Ocidental | 0–0       | Itália        | Grupo A  | 67 547  |
| 18 de junho | Itália             | 1–0       | Áustria       | Grupo A  | 66 695  |
| 21 de junho | Países Baixos      | 2–1       | Itália        | Grupo A  | 67 433  |
| 24 de junho | Brasil             | 2–1       | Itália        | 3º lugar | 69 659  |
| 25 de junho | Argentina          | 3–1 (pro) | Países Baixos | Final    | 71 483  |